# Heartstrings
Heartstrings (hangul: 넌 내게 반했어; rr: Neon Naege Banhaesseo; lit. Você se apaixonou por mim) é uma série de televisão sul-coreana estrelada por Park Shin-hye e Jung Yong-hwa. Composta por 15 episódios, foi ao ar na MBC TV entre 29 de junho e 19 de agosto de 2011 todas as quartas e quintas-feiras às 21:55. Heartstrings é um melodrama sobre amor, amizade e sonhos, tendo como cenário uma faculdade de artes cênicas.

## História
Lee Shin é um estudante universitário de música, além de ser o vocalista e guitarrista da banda "The Stupid". Ele é bastante conhecido por sua beleza, personalidade arrogante e, acima de tudo, sua enorme paixão pela música. Todos acham que Shin possui um coração frio e reservado, porém, no fundo, ele tem um lado gentil. Todos os sonhos e planos para o seu futuro se baseiam na música, tanto que, inicialmente, ele se apaixona por Jung Yoon Soo, uma professora de dança da sua universidade. Porém, sua vida muda quando ele conhece Lee Gyu Won.
Lee Gyu Won é uma estudante alegre, brilhante e extrovertida, que nasceu em uma família de prestígio e está se formando em Música Tradicional Coreana. Ela toca gayageum. O avô de Gyu Won, Lee Dong Gun, é um dos três melhores músicos tradicionais de sua época e seu maior desejo é ver sua neta se tornar um prodígio nessa área. Tentando realizar as expectativas de seu avô, Gyu Won entra na universidade e se foca nos estudos. Lá, faz amigas que são fãs da banda "The Stupid". Dessa forma, Gyu Won acaba indo a um show da banda com suas amigas e, ao ver Lee Shin se apresentando ao vivo, sente uma admiração imediata pelo garoto.
Yeo Joon Hee é um garoto tímido, desastrado e ingênuo. Apesar do seu comportamento e personalidade infantil, ele é o baterista da banda "The Stupid". Um dia, ele se depara com a Princesa Universitária e filha do presidente, Han Hee Joo, por quem imediatamente se apaixona, chamando-a de sua "Natasha". No entanto, a sua ingenuidade faz com que ele não veja o lado obscuro de Hee Joo. Dessa forma, ele tenta lutar contra os seus sentimentos crescentes pela garota, enquanto ajuda os seus amigos quando a vida universitária deles é ameaçada por Hee Joo.
Logo após Lee Gyu Won fazer o teste para participar do festival da faculdade, todos veem o seu potencial. Assim, isso faz com que a mãe de Han Hee Joo tenha que armar um plano, junto com Tae Joon, um dos administradores da universidade, para destruir Lee Gyu Won, de modo que sua filha não tenha o seu brilho ofuscado pela garota.

## Elenco
Principal
- Park Shin-hye como Lee Gyu-won
- Jung Yong-hwa como Lee shin
- Song Chang-eui como Kim Suk-hyun
- So Yi-hyun como Jung Yoon-soo
- Kang Min-hyuk como Yeo Joon-hee
- Woori como Han Hee-joo
- Lee Hyun-jin como Hyun Ki-young
- Im Se-mi como Cha Bo-woon

Outros
- Lee Jung-hun como Im Tae-joon
- Jung Kyung-ho como Goo Jung-eun
- Jang Seo-won como Lee Soo-myung
- Shin Goo como Lee Dong-jin
- Sun Woo Jae Duk como Lee Sun-ki
- Lee Il-hwa como Song Ji-young
- Moon Ga-young como Lee Jung-hyun
- Kim Sun-kyung como Professor Hong
- Seo Bum-suk como Lee Hyun-soo
- Oh Won-bin como guitarrista da The Stupid
- Song Se-hyun como baixista da The Stupid

## Trilha sonora
A trilha sonora de Heartstrings foi lançada em quatro partes, uma a cada semana, entre 29 de junho de 2011 e 20 de julho de 2011.
| Parte 1 |                                                                      |               |         |  |
| N.º     | Título                                                               | Artista       | Duração |  |
| 1.      | "넌 내게 반했어" (Neon Naege Banhaesseo, You've Fallen for Me)       | Jung Yong Hwa | 3:11    |  |
| 2.      | "사랑하게 되는 날" (Saranghage Doeneun Nal, The Day We Fall in Love) | Park Shin Hye | 3:22    |  |

| Parte 2 |                    |               |         |  |
| N.º     | Título             | Artista       | Duração |  |
| 1.      | "별" (Byeol, Star) | Kang Min Hyuk | 3:12    |  |

| Parte 3 |                                                                                                |                   |         |  |
| N.º     | Título                                                                                         | Artista           | Duração |  |
| 1.      | "그리워서..." (Geuriwoseo..., Because I Miss You...)                                           | Jung Yong Hwa     | 4:35    |  |
| 2.      | "어떻게 하면 좋을까요" (Eotteohke Hamyeon Joheulkkayo, What Do You Want Me to Do)              | Diversos artistas | 2:20    |  |
| 3.      | "그대를 만나러 갑니다" (Geudaereul Mannareo Gabnida, Going to Meet Me)                         | Diversos artistas | 2:01    |  |
| 4.      | "그리워서... (Inst.)" (Geuriwoseo... (Inst.), Because I Miss You... (Inst.))                   | Diversos artistas | 4:35    |  |
| 5.      | "넌 내게 반했어 (Inst.)" (Neon Naege Banhaesseo (Inst.), You've Fallen for Me (Inst.))         | Diversos artistas | 3:11    |  |
| 6.      | "그리워서... (Guitar Ver.)" (Geuriwoseo... (Guitar Ver.), Because I Miss You... (Guitar Ver.)) | Diversos artistas | 1:55    |  |
| 7.      | "싸울 준비 되었나요" (Ssaul Junbi Doeeotnayo, Are You Ready to Fight?)                         | Diversos artistas | 1:52    |  |

| Parte 4 |                                                                    |             |         |  |
| N.º     | Título                                                             | Artista     | Duração |  |
| 1.      | "모르나봐" (Moreunabwa, I Don't Know)                              | M Signal    | 5:04    |  |
| 2.      | "꼭은 아니더라도" (Kkogeun Anideorado, Even If It's Not Necessary) | F.T. Island | 4:25    |  |

| Especial |                                                                                          |                   |         |  |
| N.º      | Título                                                                                   | Artista           | Duração |  |
| 1.       | "모르나봐" (Moreunabwa, I Don't Know)                                                    | M Signal          | 5:06    |  |
| 2.       | "그래 웃어봐" (Geurae Useobwa, Give Me a Smile)                                          | M Signal          | 3:38    |  |
| 3.       | "친구로만 알았는데" (Chinguroman Ar-atneunde, Thought We Are Only a Friend)              | Oh Won Bin        | 3:57    |  |
| 4.       | "꼭은 아니더라도" (Kkogeun Anideorado, Even If It's Not Necessary)                       | F.T. Island       | 4:25    |  |
| 5.       | "그리워서... (Band Ver.)" (Geuriwoseo... (Band Ver.), Because I Miss You... (Band Ver.)) | Jung Yong Hwa     | 3:05    |  |
| 6.       | "모르나봐 (Inst.)" (Moreunabwa (Inst.), I Don't Know (Inst.))                            | M Signal          | 5:06    |  |
| 7.       | "그래 웃어봐 (Fusion Ver.)" (Geurae Useobwa (Fusion Ver.))                               | M Signal          | 3:42    |  |
| 8.       | "The Battle of Life"                                                                     | Diversos artistas | 2:14    |  |
| 9.       | "비제를 위하여" (Bijereul Wihayeo)                                                       | Diversos artistas | 2:00    |  |
| 10.      | "슬픈 사생결단" (Seulpeun Sasaeng-gyeoldan, Sorrowful Decision)                          | Diversos artistas | 1:30    |  |